# Стандершельд, Карл Карлович
Барон (с 1874 г.) Карл Карлович Стандершельд (фин. Carl August Standertskjöld;  (9) ноября 1814 года—06 (18) февраля 1885 года) — командир (с 1863 г. управляющий) Тульского оружейного завода, инспектор оружейных и патронного заводов, генерал-лейтенант.

## Биография
Потомственный дворянин, «из финляндских дворян, евангелического вероисповедения». Его отцом был капитан Карл Август Стандершельд из Свеаборга (1776—1825), а матерью Кристина Мария Уггла из Янаккалы (1779—1822). Воспитывался в Финляндском кадетском корпусе и, как было указано в его «формулярном списке о службе и достоинстве», после выпуска из стен этого учебного заведения, «…знает: географию, историю, чистую и прикладную математику, часть физики, часть военных наук, топографическую и тригонометрическую съёмку, а также языки — французский, немецкий и шведский».
«В службу вступил прапорщиком 1834 года Генваря 10, имея от роду 19 лет в Лейб-Гвардии 2-ю артиллерийскую бригаду № 3-го батарею и Всемилостливейше пожалован на первую экипировку ассигнациями 400 руб.» (запись в формулярном списке).
С 21 апреля по 29 сентября 1837 года участвовал в походах и экспедиции для продолжения береговой укреплённой линии по восточному берегу Чёрного моря от крепости Геленджик до устья реки Вулан под руководством командующего войсками на Кавказской линии и Черномории (s:ЭСБЕ/Черномория) генерал-лейтенанта А. А. Вельяминова. В указанный период:
- Осуществлял охрану при конвоировании транспортов с различными запасами из Ольгинского тет-де-пона в Абинское укрепление[4] и обратно под командованием генерала Н. А. фон Штейбе (21 апреля — 8 мая);
- Следовал в составе отряда под командованием А. А. Вельяминова для возведения Новотроицкого укрепления[5] (9 мая — 9 июля);
- 9 июля участвовал в созжении войсками под командованием капитана 1-го ранга Л. М. Серебрякова турецкого судна, перевозившего котрабандный груз на реке Шапсухо;
- С 11-го по 13 июля находился в составе экспедиционного отряда при построении Михайловского укрепления[6][7][8];
- Осуществлял фуражировки — сбор войсками, во время войны, различного рода жизненных припасов в населённых пунктах или в поле (s:ЭСБЕ/Фуражировка) «по реке Вулан по крестностям, высотам и долинам» (запись формулярного списка).

Интересно, что сухие и краткие строки формулярного списка генерала К. К. Стандершельда, характеризующие его кавказский период службы и изложенные выше нашли подтверждение в документальном труде генерал-лейтенанта Николая Васильевича Симановского под названием «Дневник; 2 апреля — 3 октября 1837 г; Кавказ». Непосредственный участник тех событий Н. В. Симановский упоминает в нём, в том числе, и Карла Стандершельда. Подробно рассказывает и о походе из Ольгинского в Абинское, и о сожжении турецкого судна, и о фуражировках.
В 1838 году поручик К. К. Стандершельд «за отличие в экспедиции противу горцев был Всемилостливейше награждён орденом Святого Станислава 4-й, что ныне 3-й степени». Затем он продолжил службу в Лейб-гвардии 2-й артиллерийской бригаде до февраля 1847 года.
В феврале 1847 года Стандершельд был откомандирован на Сестрорецкий оружейный завод для «предварительного узнания там порядка производства работ», то есть, для ознакомления с работой этого предприятия. В марте того же года он был назначен помощником командира Тульского оружейного завода по искусственной части. По Высочайшему повелению в декабре 1850 года был «командирован за границу в Германию, Францию, Англию для осмотра тамошних оружейных заводов», где пробыл до ноября 1851 года. Неожиданно в августе 1856 года К. К. Стандершельд Высочайшим приказом был «уволен за болезнию от службы с мундиром и пенсионом двух третей жалования по 575 р. 33 к. серебром в год». Однако Высочайшим приказом от 6 декабря 1857 года «определён вновь в службу по Полевой Пешей Артиллерии с назначением командиром Ижевского оружейного завода». Это назначение было сугубо формальным, необходимое лишь для документального оформления выхода его на действительную военную службу и уже следующим Высочайшим приказом от 19 февраля 1858 года (то есть, всего через три с половиной месяца) был назначен командиром Тульского оружейного завода. На этой должности он сменил вышедшего в 1857 году в отставку генерал-лейтенанта Г. Р. Самсона.
Деятельность К. К. Стандершельда на Тульском оружейном заводе в качестве его командира поначалу складывалась успешно. Завод выполнял государственный заказ на производство оружия. Посетивший в 1859 году завод Государь Император Александр II даже удостоил К. К. Стандершельда Высочайшей благодарности. Кроме этого, он был награждён орденом Святого Владимира 3-й степени (в 1859 г.) и орденом Святого Станислава 1-й степени с мечами (в 1862 г.). Однако, следуя проводимым в России реформам Александра II, в 1863 году все оружейные заводы страны были отданы в так называемое арендно-коммерческое управление, то есть, в собственность частному лицу — арендатору, при этом государство не вмешивалось в производственную, хозяйственную и финансовую деятельность завода, а лишь обеспечивало его заказами и оплачивало их. Таким арендатором Тульского оружейного завода стал сам К. К. Стандершельд. С этого времени занимаемая им должность стала называться управляющий заводом. Он же возглавил Коммерческое управление завода. Однако в 1870 году ввиду упадка производства на Тульском оружейном заводе он был вновь возвращён в государственное управление. Естественно произошла и смена руководства. На должность начальника Тульского оружейного завода был назначен генерал-майор В. В. фон Нотбек.
Сам же К. К. Стандершельд был назначен инспектором оружейных и патронного заводов. Пребывая в Туле, он занимался общественной и благотворительной деятельностью. 16 мая 1858 года Государь Император «Высочайше соизволил утвердить» его директором Тульского попечительного о тюрьмах комитета и К. К. Стандершельд оставался директором этого комитета до своего снятия с должности управляющего Тульским оружейным заводом. По данным газеты «Тульские губернские ведомости» он неоднократно осуществлял пожертвования в пользу бедных, а также финансировал строительство в Туле лютеранской церкви и пасторского дома. Его супруга Фанни Августовна (1829—1880) занимала пост главной попечительницы Михайловского дома призрения, устроенного для «призрения оружейнаго сословия девиц сирот».
В 1874 году К. К. Стандершельду был пожалован титул барона. В январе 1880 он был назначен совещательным членом оружейного отдела артиллерийского комитета Главного артиллерийского управления. Высочайшим приказом от 5 июля 1881 года он был «уволен от службы за болезнию с мундиром и с пенсионом полнаго оклада». После выхода в отставку был избран в сейм Финляндии в качестве представителя (Hän oli valtiopäivillä 1882 sukunsa edustaja aatelissäädyssä) в 1882 году.
К. К. Стандершельд скончался в 1885 году в Санкт-Петербурге. Похоронен в родовом имении — в усадьбе Лаукко.

## Семья
К. К. Стандершельд был женат дважды. Первым браком женат на дочери доктора теологии Нюкона (Нюкоппа?; Nykopp), девице Фанни Августе, лютеранского исповедания. По состоянию на 1855 год имел двух сыновей: Германа (родился 3 февраля 1854 г.) и Августа (род. 22 февраля 1855 г.). Кроме того, четверо детей умерли во младенчестве: Альберт (1849—1850), Микаэль (1850—1851), Альберт Мориц (Albert Mauritz) (1857—1858), Мориц Людвиг Вальфрид (Mauritz Ludvig Valfrid) (сентябрь 1867-го — май 1869-го). Все четверо скончались в Туле.
Позднее у Стандершельда и его жены родились ещё дети: Эдвард Роберт (Edvard Robert) (1859—1918), Карл Хенрик Йохан (Carl Henrik Johan) (1862—1943), Эмиль Альберт Мориц (Emil Albert Mauritz) (1864—1900), Людвиг Александр (Ludvig Alexander) (1866—1912). Все дети родились в Туле. Итого, в семье было десять детей, четверо из которых скончались во младенчестве.
Через два года после смерти Фанни Августовны в 1882 году Стандершельд женился на вдове инженера Эрнста Акселя Валдо, Brehmerin Мари Hugenin-Virchauxin (1857—1940).

## Награды
- Годовое жалование не в зачёт «за участвование в экспедиции против горцев», 1834 г.
- Орден Святого Станислава 3-й ст., 1838 г.
- Орден Святой Анны 3-й ст., 1842 г.
- Орден Святой Анны 2-й ст., 1849 г.
- Императорская корона к ордену Святой Анны 2-й ст., 1852 г.
- Знак беспорочной службы за XV лет, 1853 г.
- Орден Святого Владимира 4-й ст., 1854 г.
- Единовременная выплата 515 рублей серебром, 1855 г.
- Орден Святого Владимира 3-й ст., 1859 г.
- Орден Святого Станислава 1-й ст. с мечами, 1862 г.
- Орден Святой Анны 1-й ст., 1865 г.
- Императорская корона к ордену Святой Анны 1-й ст., 1871 г.
- Орден Святого Владимира 2-й ст., 1873 г.
- Возведение в баронское достоинство, 1874 г.
- Орден Белого орла, 1878 г.
- Бронзовая Медаль «В память войны 1853—1856» на Владимирской ленте
- Многочисленные Монаршие благоволения и Высочайшие благодарности

## Производство в чинах
- Прапорщик, 1834 г.
- Подпоручик, 1836 г.
- Поручик, 1838 г.
- Штабс-капитан, 1843 г.
- Капитан, 1845 г.
- Подполковник, 1847 г.
- Полковник, 1847 г.
- Генерал-майор, 1855 г.
- Генерал-лейтенант, 1867 г.